# Gastrochilus sukhakulii
Gastrochilus sukhakulii är en orkidéart som beskrevs av Gunnar Seidenfaden. Gastrochilus sukhakulii ingår i släktet Gastrochilus och familjen orkidéer.
Artens utbredningsområde är Thailand. Inga underarter finns listade i Catalogue of Life.